# 73 Amateur Radio
73 Amateur Radio (auch 73 magazine, kurz 73, zuletzt 73 Amateur Radio Today) war eine amerikanische Fachzeitschrift zum Thema Amateurfunk. Sie erschien in den Jahren von 1960 bis 2003 monatlich in insgesamt 514 Ausgaben.

## Geschichte
Die Zeitschrift wurde im Jahr 1960 vom amerikanischen Publizisten und Verleger Wayne Green (1922–2013), Amateurfunkrufzeichen W2NSD, ins Leben gerufen und erschien zum ersten Mal im Oktober 1960. Der damalige Verkaufspreis betrug 37 ¢, der des letzten Heftes schließlich 3,95 $. Die Zahl 73 im Titel ist eine unter Funkamateuren sehr bekannte betriebliche Abkürzung mit der Bedeutung „Viele Grüße“, was als Morsecode −−··· ···−− in der Regel am Ende eines QSOs gesendet wird.
Beliebt war die Zeitschrift vor allem durch ihre zahlreichen Fachaufsätze, die den Fokus auf diverse technische Aspekte des Amateurfunks legten. Ferner war sie bekannt durch ihre zuweilen ausführlichen und nicht selten kritischen Editorials, die Wayne Green unter der Überschrift Never Say Die verfasste. Letzteres ist ein Backronym für das Suffix seines Amateurfunkrufzeichens W2NSD. So übte er Kritik beispielsweise an Vorgängen oder Strukturen innerhalb der American Radio Relay League (ARRL), dem amerikanischen Amateurfunkverband. Zu den weiteren regelmäßigen Autoren gehörte der amerikanische Erzähler Jean Shepherd, K2ORS.
Nach 43 Jahren ununterbrochenen Erscheinens wurde 73 Amateur Radio Today, wie das Magazin inzwischen hieß, mit der Septemberausgabe im Jahr 2003 eingestellt. Die ARRL verkündete dies unter der zutreffenden Überschrift 73 Magazine Says ‘73 and QRT’, und nutze dabei den Q-Code QRT, der „Betriebsschluss“ bedeutet.